# Vedanta Resources
Vedanta Ressources est une compagnie minière basée à Londres. Ses principales activités sont localisées en Inde, mais elle possède également des mines en Zambie et en Australie, et d'importantes participations dans d'autres compagnies minières.
Les principaux métaux produits sont l'aluminium, le cuivre, le zinc et le plomb.

## Histoire
En décembre 2011, Vedanta fait une offre de 8,67 milliards de dollars sur Cairn India, une compagnie indienne.
Des filiales du groupe ont été accusées par l'organisme international Les Amis de la terre d’accaparement de terres.
En juin 2015, Vedanta fait une offre d'achat sur les participations minoritaires de sa filiale à 59,88 %, Cairn India, pour 2,3 milliards de dollars.
Vedanta Resources possèdent 20 % de l'Anglo American.
En mai 2018, la police indienne tue douze manifestants réclamant la fermeture d'une usine de Vedanta pour des raisons écologiques. Deux personnes sont également tuées en mars 2019 lors d'une manifestation dans l'Odisha.
En septembre 2023, Vedanta sauve la société Konkola Copper Mines de la liquidation judiciaire. Vedanta est la principale compagnie minière dédiée au cuivre en Zambie, pays qui est le second plus gros producteur du cuivre du continent africain.

## Recul de la société face à un peuple autochtone d'un potentiel site d'extraction
En août 2010, Jairam Ramesh, le ministre indien de l'Environnement et des Forêts, a refusé finalement au géant britannique Vedanta, contrôlé par le milliardaire indien Anil Agarwal, l'ouverture de la mine de bauxite dans l'État de l'Orissa, à la suite d'une recommandation du comité indien sur les forêts (FAC). Le ministre a justifié sa décision par de « très sérieuses violations » des droits des populations locales et de la loi de protection des forêts. Après la demande des autorités indiennes, Vedanta a immédiatement retiré le projet, la société étant plutôt précautionneuse dans le cadre de sa Corporate Social Responsability[réf. nécessaire].
Dans la bataille juridique contre le projet de la mine de bauxite de Vedanta Resources à ciel ouvert, et qui dégradait considérablement le mode de vie social, culturel et spirituel des Adivasis Dongira Kondh, le militant écologiste et social Prafulla Samantara a joué un rôle de première importance. Il a consacré 12 ans de sa vie à cette lutte sur le terrain. C’est la raison pour laquelle il a reçu, le 24 avril 2017, le prix Goldman pour l’environnement, décerné à des personnalités, militants, activistes, intellectuels engagés dans les luttes écologistes, notamment dans les pays du Sud,.